# Penitenciari major
 Penitenciari major  és el títol que rep el cardenal prefecte que presideix el Tribunal de la Penitenciaria Apostòlica, assistit per un regent, dos oficials és i un consell de prelats.
En l'actualitat, el penitenciari major és el cardenal Angelo De Donatis.

## Cronotaxis

### Penitenciaris majors
- Cardenal Nicola de Romanis (1216 - 1219)
- Cardenal Tommaso da Capua (1219 - 1239 o 1243)
- Bisbe Guglielmo di Modena, (1236 - 1243)
  - (1251-1256 vacant)
- Cardenal Hughes de Saint-Cher, (1256 - 1262)
- Cardenal Guiu Folc (1263 - 1265)
  - (1265-1273 – probablement vacant)
- Cardenal Pierre de Tarentaise (c. 1273 - 1276)
  - (1276-1279 vacant)
- Cardenal Bentivegna de' Bentivegni (1279 - 1289)
- Cardenal Matteo di Acquasparta (1289 - 1302)
- Cardenal Gentile Portino (1302 - 1305)
- Cardenal Bérenger Frédol el Vell (1306 - 1323)
  - (1323-1326 – probablement vacant)
- Raymond de Chameyrac (no cardenal) (1326 - 1332)
- Cardenal Gauscelin de Jean (1332 - 1348)
- Cardenal Etienne Aubert (1348 - 1352)
- Cardenal Gil Álvarez de Albornoz (1352 - 1356
- Cardenal Francesco degli Atti (cap al 1357)
- Gil Álvarez de Albornoz (1357 - 1358)
- Cardenal Guillaume Bragose (1367)
- Fra Nicola D'Airola (1367 - 1370)
- Étienne de Poissy (1370 - 1373)
- Cardenal Jean de Cros (1373 - 1378)

| Obediència romana (1378-1415): - Cardenal Eleazario da Sabrano (1378 - 1381) - Cardenal Niccolò Caracciolo Moschino (1381 - 1389) - Cardenal Francesco Carbone (1389 - 1405) - Cardenal Antonio Caetani (1405 - 1409) - Cardenal Giovanni Dominici (1409 - 1415) | Obediència avignonesa (1378-1429): - Cardenal Jean de Cros (1378 - 1383) - Pseudocardenal Pierre Amiehl de Brénac (1383 - 1389) - Pseudocardenal Pierre Girard (1390 - 1408) | Obediència pisana (1409-1415): - Pseudocardenal Pierre Girard (1409 - 1415) |

- Cardenal Giordano Orsini (1415 - 1438)
- Cardenal Antonio Correr (1438 - 1438)
- Cardenal Niccolò Albergati (1438 - 1443)
- Cardenal Giuliano Cesarini (1444 - 1444)
- Cardenal Giovanni Berardi di Tagliacozzo (1444 - 1449)
- Cardenal Domenico Capranica (1449 - 1458)
- Cardenal Filippo Calandrini (1459 - 1476)
- Cardenal Giuliano della Rovere (1476 - 1503)
- Cardenal Pedro Luis de Borja Llançol de Romaní (1503 - 1511)
- Cardenal Leonardo Grosso della Rovere (1511 - 1520)
- Cardenal Lorenzo Pucci (1520 - 1529)
- Cardenal Antonio Pucci (1529 - 1544)
- Cardenal Roberto Pucci (1545 - 1547)
- Cardenal Ranuccio Farnese (1547 - 1565)
- Cardenal Carlo Borromeo (1565 - 1572)
- Cardenal Giovanni Aldobrandini (1572 - 1573)
- Cardenal Stanislao Osio (1574 - 1579)
- Cardenal Filippo Boncompagni (1579 - 1586)
- Cardenal Ippolito Aldobrandini (1586 - 1592)
- Cardenal Giulio Antonio Santorio (1592 - 1602)
- Cardenal Pietro Aldobrandini (1602 - 1605)
- Cardenal Cinzio Passeri Aldobrandini (1605 - 1610)
- Cardenal Scipione Caffarelli-Borghese (1610 - 1633)
- Cardenal Antonio Marcello Barberini (1633 - 1646)
- Cardenal Orazio Giustiniani (1647 - 1649)
- Cardenal Niccolò Albergati Ludovisi (1650 - 1687)
- Cardenal Leandro Colloredo (1688 - 1709)
  - Cardenal Fabrizio Paolucci (1709 - 1710) (pro-penitenciari)
- Cardenal Fabrizio Paolucci (1710 - 1721)
- Cardenal Bernardo Maria Conti (1721 - 1730)
  - Cardenal Vincenzo Petra (1730 - 1730) (pro-penitenciari)
- Cardenal Vincenzo Petra (1730 - 1747)
- Cardenal Gioacchino Besozzi (1747 - 1755)
- Cardenal Antonio Andrea Galli (1755 - 1767)
- Cardenal Giovanni Carlo Boschi (1767 - 1788)
- Cardenal Francesco Saverio Zelada (1788 - 1801)
- Cardenal Leonardo Antonelli (1801 - 1811)
- Cardenal Michele Di Pietro (1814 - 1821)
- Cardenal Francesco Saverio Castiglioni (1821 - 1829)
- Cardenal Emmanuele De Gregorio (1829 - 1839)
- Cardenal Castruccio Castracane degli Antelminelli (1839 - 1852)
- Cardenal Gabriele Ferretti (1852 - 1860)
- Cardenal Antonio Maria Cagiano de Azevedo (1860 - 1867)
- Cardenal Antonio Maria Panebianco (1867 - 1877)
- Cardenal Luigi Maria Bilio (1877 - 1884)
- Cardenal Raffaele Monaco La Valletta (1884 - 1896)
- Cardenal Isidoro Verga (1896 - 1899)
- Cardenal Serafino Vannutelli (1899 - 1915)
- Cardenal Willem Marinus van Rossum (1915 - 1918)
- Cardenal Oreste Giorgi (1918 - 1924)
- Cardenal Andreas Frühwirth (1925 - 1927)
- Cardenal Lorenzo Lauri (1927 - 1941)
- Cardenal Nicola Canali (1941 - 1961)
- Cardenal Arcadio María Larraona Saralegui (1961 - 1962)
- Cardenal Fernando Cento (1962 - 1967)
- Cardenal Giuseppe Antonio Ferretto (1967 - 1973)
- Cardenal Giuseppe Paupini (1973 - 1984)
  - Cardenal Luigi Dadaglio (1984 - 1985) (pro-penitenciari)
- Cardenal Luigi Dadaglio (1985 - 1990)
- Cardenal William Wakefield Baum (1990 - 2001)
  - Arquebisbe Luigi De Magistris (2001 - 2003) (pro-penitenciari)
- Cardenal James Francis Stafford (2003 - 2009)
- Cardenal Fortunato Baldelli (2009 - 2012)
- Cardenal Manuel Monteiro de Castro (2012 - 2013)
- Cardenal Mauro Piacenza (2013 - 2024)
- Cardenal Angelo De Donatis (des del 2024)